# Senoj-Jay Givans
Senoj-Jay Givans (né le 30 décembre 1993) est un athlète jamaïcain, spécialiste des épreuves de sprint.

## Biographie
Le 8 juin 2016, à Eugene lors des championnats NCAA, Senoj-Jay Givans franchit pour la première fois de sa carrière la barrière des dix secondes en établissant le temps de 9 s 96.

### Records
| Épreuve | Performance | Lieu   | Date         |
| ------- | ----------- | ------ | ------------ |
| 100 m   | 9 s 96      | Eugene | 8 juin 2016  |
| 200 m   | 20 s 47     | Eugene | 10 juin 2015 |